# 麥迪遜·布倫格爾
麥迪遜·布倫格爾（英語：Madison Brengle，1990年4月3日—）是美國职业网球女运动员，2008年轉職業。她的WTA生涯最高單打排名為第35（2015年5月4日）。

## 外部連結
- 麥迪遜·布倫格爾的国际女子网球协会官方資料（英文）
- 麥迪遜·布倫格爾的國際網球總會 職業／青少年 官方資料（英文）